# Luis Fernando Camacho
Luis Fernando Camacho Vaca, né le 15 février 1979 à Santa Cruz de la Sierra, est un avocat, homme d'affaires et homme politique bolivien d'extrême droite. Il préside le Comité civique pro-Santa Cruz de février à novembre 2019.
Il obtient une notoriété en s'imposant chef de l'opposition à Evo Morales dans la région de Santa Cruz pendant la crise post-électorale de 2019. Candidat à l'élection présidentielle de 2020, il arrive en troisième position, avec 14 % des suffrages exprimés. Il est élu gouverneur du département de Santa Cruz l’année suivante puis arrêté en 2022.

## Biographie

### Jeunesse et formation
Luis Fernando Camacho vient d'une famille d'hommes d'affaires. Il est le fils de José Luis Camacho Parada, qui avait précédemment présidé le Comité civique pro-Santa Cruz de 1981 à 1983. Son père était également président de la Fédération des entrepreneurs privés de Santa Cruz de 1992 à 1994.
Camacho commence ses études en 1985 et obtient, dans sa ville natale, son diplôme d'études secondaires en 1996. Il effectue alors des études en droit à l'Université privée de Santa Cruz et devient avocat en 2003. Il obtient en 2005 une maîtrise en droit des finances et en droit fiscal à l'université de Barcelone.
Luis Fernando Camacho est marié depuis le 21 septembre 2019 avec Gabriela Antelo Miranda.

### Activités privées
Luis Fernando Camacho a été assistant du tribunal civil et commercial de Santa Cruz. Il est actuellement directeur du cabinet d'avocats Corporación Jurídica.
Il hérite de son père de plusieurs entreprises dans la distribution du gaz. Son nom est cité en 2016 dans le scandale mondial de fraude fiscale des Panama Papers. Il crée trois sociétés offshore au Panama qui ont permis à des particuliers, dont lui-même, et à des entreprises boliviennes de dissimuler et blanchir de l'argent et d’établir des plans d’évasion fiscale.

### Parcours politique

#### Vice-président de l'Union des jeunes de Santa Cruz (2002-2004)
En 2002, à l'âge de 23 ans, Luis Camacho devient vice-président de l'Union de la jeunesse crucéniste, une organisation considérée comme un groupe paramilitaire par la Fédération internationale des droits humains ciblant notamment les indigènes aymaras,,. Il occupe cette fonction jusqu'en 2004. À partir de 2004, Camacho se retire provisoirement de l'activisme politique, mais deviendra en 2013, secrétaire général des Comités civiques provinciaux de la région de Santa Cruz jusqu'en 2015.

#### Comité civique pro-Santa Cruz (2019)

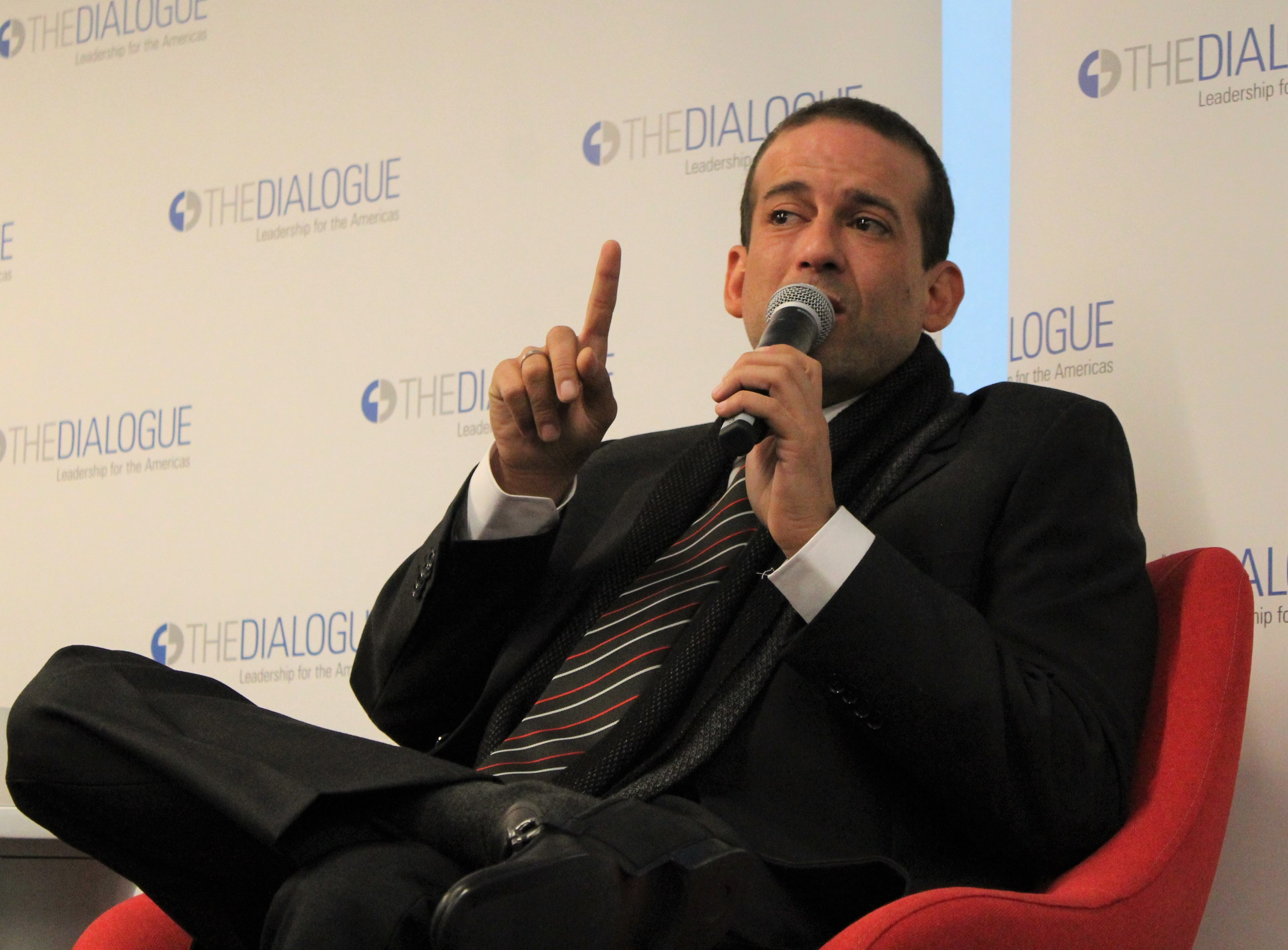
Fernando Camacho au dialogue inter-américain de 2019

En 2015, Camacho entre dans la sphère du Comité Civique pro-Santa Cruz, occupant le poste de deuxième vice-président dudit comité jusqu'en 2017. Cette même année, Camacho monte d'un échelon, cette fois en assumant le poste de premier vice-président du Comité civique, poste qu'il occupe jusqu'en 2019.
En février 2019, Luis Fernando Camacho est élu, avec 234 voix, nouveau président du Comité civique pro-Santa Cruz pour la période 2019-2021, en remplacement de Fernando Cuéllar Núñez.
Bien qu'étant encore peu connu en Bolivie, il est reçu en mai 2019 au Brésil par Ernesto Araújo, ministre des Affaires étrangères de Jair Bolsonaro, en Colombie par le président Iván Duque et l'ancien président Andrés Pastrana et, en août, par Gustavo Tarre, proche du président autoproclamé du Venezuela Juan Guaidó.
Il appelle pendant la campagne présidentielle de 2019 à faire battre le président Morales. Réunissant ses partisans au pied d’un monument dédié au Christ rédempteur, il affirme : « ce n’est pas de la haine, ni du ressentiment, c’est ce que l’on appelle la justice divine, et la justice divine a déclaré que ce qu’il fallait faire sur cette terre devait être fait, et que nous ne pouvons pas laisser impunis ceux qui ont détruit notre pays en quatorze ans ».

#### Crise post-électorale de 2019

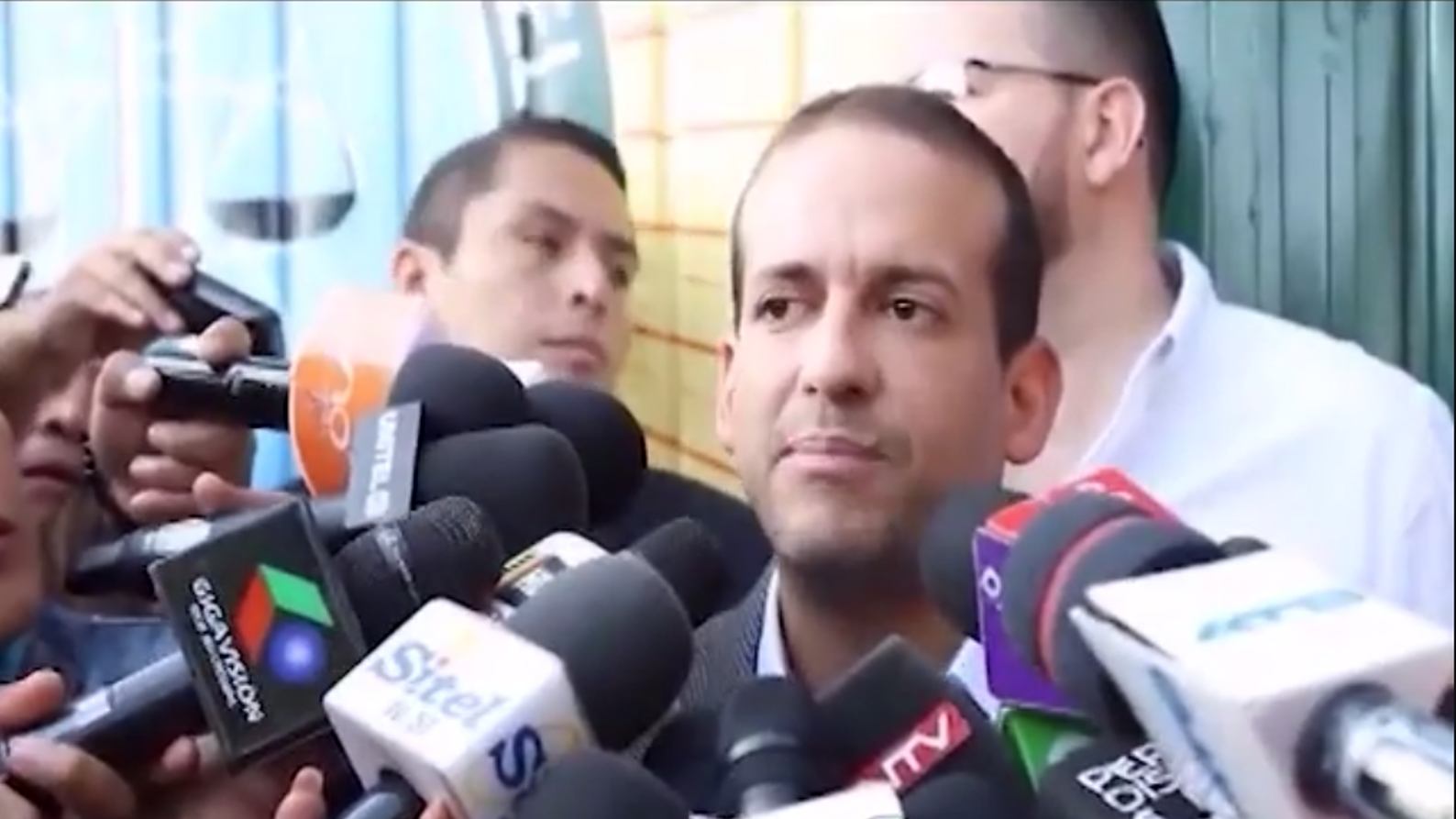
Camacho lors de la crise post-électorale de 2019.

Après les élections du 20 octobre 2019 en Bolivie et les accusations de fraude pour irrégularités majeures, ratifiées par les audits de l'Organisation des États américains qui ont produit une série de manifestations en Bolivie, Camacho prend la tête de l'opposition principalement dans la région de Santa Cruz, participant aux manifestations contre le président Evo Morales. Il est alors désigné par divers médias comme le meneur de l'opposition dans les manifestations antigouvernementales en Bolivie, représentant l'extrême droite,. Après la fuite du président Evo Morales à Cochabamba, Camacho s'est rendu à l'ancien palais du gouvernement, où il a déposé une Bible et une lettre de démission symbolique à Morales.
Avec Marco Pumari, le maire de Potosi, il est à l'origine des manifestations en Bolivie de 2019, qui après 21 jours ont abouti à la démission du président Evo Morales. Les manifestations ont été soutenues par des mouvements syndicaux, la police, les forces armées et des organisations sociales,,. Il établit au cours de ces troubles des contacts secrets avec des policiers et certains militaires de haut rang afin d'obtenir leur appui.
Peu après la démission d'Evo Morales, il appelle à la suspension des manifestations. Bible à la main, il déclare vouloir faire juger Evo Morales au nom de la justice divine. Il souhaite la convocation rapide d'un nouveau scrutin.
Le quotidien argentin El Cohete a la Luna révèle le 17 novembre 2019 que six jours avant la démission d'Evo Morales, il avait été reçu par les représentations diplomatiques d'Espagne et d'Argentine pour demander en avance un asile politique en cas d’échec de l'action « d'insubordination » qu'il prévoit d'entreprendre cette semaine-là. Il avait annoncé lors de cette réunion aux représentations diplomatiques que « l’armée entrera dans le palais présidentiel » au cours de la semaine.

#### Élection présidentielle de 2020
Il est candidat aux élections générales boliviennes de 2020 avec Marco Pumari en qualité de candidat à la vice-présidence, pour l'alliance Creemos. Cette dernière demande au cours de la campagne l'interdiction du Mouvement vers le socialisme (MAS), dont le candidat est donné en tête des intentions de vote. Devant le risque de dispersion des voix face à la gauche, Luis Fernando Camacho perd plusieurs de ses alliés, dont son directeur de campagne, Ronald MacLean, ou l'ancien gouverneur Mario Cossío, qui lui demandent de retirer sa candidature.
Il termine en 3e position, avec 14 % des voix. Dans sa région de Santa Cruz, il arrive en tête avec 45 % des suffrages. Il met cependant en doute la régularité du scrutin, réclamant notamment « un audit complet du processus électoral ».

#### Élections régionales de 2021
Luis Fernando Camacho se présente aux élections régionales boliviennes de 2021, où il brigue la fonction de gouverneur du département de Santa Cruz. Il l’emporte au premier tour avec 55,6 % des voix, devant le candidat du MAS, Mario Cronenbold (38,3 %). Il a bénéficié du soutien des autres partis de droite, notamment des Démocrates, qui n’ont pas présenté de candidat contre lui.

#### Manifestations de 2022
En octobre et novembre 2022, il est avec le Comité civique pro-Santa Cruz l'instigateur d'un mouvement de grèves et de manifestations dans le département pour exiger du gouvernement qu'il anticipe d'un an le recensement de la population, dont l'enjeu est la répartition des sièges au Parlement. La forte croissance démographique du département de Santa Cruz devrait lui permettre de gagner plusieurs sièges, le dernier recensement remontant à 2012. Le mouvement s'étend à d'autres revendications comme l'autonomie régionale, réclamée par le chef du comité, Romulo Castro. Le département avait déjà connu des troubles sécessionnistes en 2008 qui avaient généré des dizaines de morts.
Le blocage prend fin au bout de 36 jours, provoquant des pertes économiques estimées à 1 milliard de dollars et au moins quatre morts et plus de 170 blessés dans des affrontements entre grévistes et non-grévistes. L'ONU a condamné des violences « inacceptables », des actes de racisme envers des femmes autochtones ayoreo qui tentaient de lever un piquet de grève dans l'est du pays, un cas de viol collectif, et les attaques contre des organisations sociales paysannes et ouvrières favorables au gouvernement.

### Arrestation

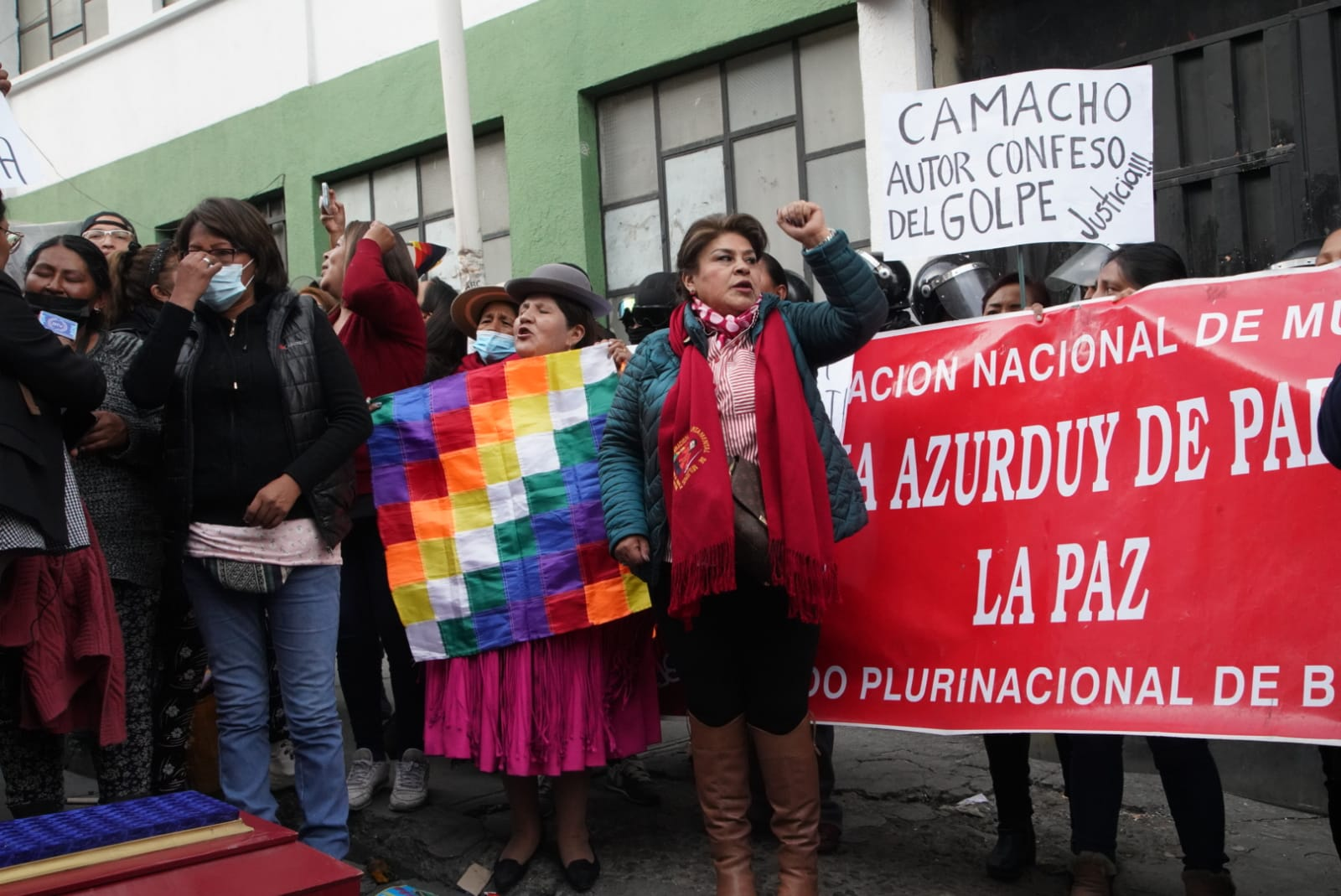
Proches des victimes de la répression ayant suivi le renversement d'Evo Morales manifestant en décembre 2022 pour l'arrestation de Luis Camacho

Mis en cause par la justice bolivienne dans le coup d’État de 2019, Luis Fernando Camacho refuse de façon répétée en 2021 et 2022 de se présenter devant la justice lorsque le procureur le convoque pour témoigner. Lui-même nie avoir participé à un coup d’État et affirme avoir défendu la démocratie contre un gouvernement dictatorial. La justice émet finalement à son encontre un mandat d’arrêt en octobre 2022, que les autorités politiques hésitent toutefois à faire exécuter, craignant que son arrestation n'entraine des violences.
Le 28 décembre 2022, il est arrêté par la police et conduit à La Paz. Le lendemain, un juge le condamne à quatre mois de détention préventive. Son emprisonnement est désapprouvé par les élus de l'opposition au Parlement et déclenche de violentes manifestations dans le fief de Camacho à Santa Cruz. Des bâtiments publics sont incendiés, ainsi que la maison d’un ministre,.
Les jours suivants, son avocat déclare qu'il a fait une décompensation et souffre de paralysie musculaire et d'hypertension à cause du stress, de la très haute altitude à La Paz et d'un manque d'accès aux soins médicaux à l'intérieur de la prison. Le centre pénitentiaire de Chonchocoro, où il est incarcéré, a jugé que son état ne nécessitait pas de transfert à l'hôpital.
Il lui est reproché d'avoir dirigé des blocages de rue avec des groupes militants et de s’être coordonné avec des membres de la police pour conduire cette dernière à se retourner contre le gouvernement. L'acte d'accusation se fonde notamment sur des déclarations faites par Camacho lui-même dans la presse et les réseaux sociaux. Dans l’une d’elles, il affirme que son père, un important homme d’affaires, est celui qui a « arrangé avec la police » leur soutien au soulèvement contre Evo Morales. Dans une autre, publiée immédiatement après la démission du président, il appelle à l'instauration d'une « junte civico-militaire ». Il aurait aussi déplacé près d’un demi-million d'euros au moment des manifestations, supposément pour corrompre des autorités militaires et policières. Luis Fernando Camacho risque jusqu'à 20 ans de prison s'il est reconnu coupable. Il reste depuis sa prison une figure très influente de la vie politique bolivienne,.
Le 25 janvier 2024, la Cour constitutionnelle ordonne au vice-gouverneur d'assurer l'intérim.

## Positions politiques
En tant que président du Comité civique pro-Santa Cruz et entrepreneur représentant l'élite blanche de Santa Cruz de la Sierra, Luis Fernando Camacho se distingue par ses provocations et est considéré comme un tenant d'une droite radicale et ultraconservatrice,. Position notamment soutenue par son engagement dans l'Union de la jeunesse crucéniste et ses appels à la grève générale et au blocus du pays pour renverser le gouvernement d'Evo Morales. Il a été critiqué pour avoir défendu la mémoire du narcotrafiquant colombien Pablo Escobar.
Luis Fernando Camacho a été comparé par divers médias au président brésilien Jair Bolsonaro pour ses positions politiques conservatrices et son attitude jugée machiste et raciste. Il défend une idéologie chrétienne qui doit selon lui se retrouver dans l'exercice du pouvoir en Bolivie.
Il se prononce pour la privatisation du secteur des hydrocarbures, qui avait été en partie nationalisé par le gouvernement d'Evo Morales.